# Vipio kaszabi
Vipio kaszabi är en stekelart som beskrevs av Papp 1967. Vipio kaszabi ingår i släktet Vipio och familjen bracksteklar. Inga underarter finns listade i Catalogue of Life.